# مقاطعة جاكسون (ويسكونسن)
مقاطعة جاكسون (بالإنجليزية: Jackson County, Wisconsin)‏ هي إحدى مقاطعات ولاية ويسكونسن في الولايات المتحدة. تأسست سنة 1853، وتبلغ مساحتها 1,000 ميل مربع (2,600 كـم2)، بلغ عدد سكانها 20449 نسمة في عام 2010 حسب إحصاء مكتب تعداد الولايات المتحدة .

## أعلام
- وارن غرين

## وصلات خارجية
- الموقع الرسمي
- United States Counties